# Алексеевская культура
Алексеевская культура (укр. Олексіївська культура) — археологическая культура эпохи неолита. Существовала в Крыму в период 5000 — 3500 гг. до н. э. Культуру выделил А. А. Яневич.

## Область распространения и развитие
Область распространения — равнинная и горная части Крыма. Основные памятники: Алексеевская Засуха (эпоним), Мартыновка, Долинка, Ишунь, Суат III, Алачук. Сформировалась на основе кукрекской культуры и, частично, шпанской культуры.

## Характеристика
Орудия — микролиты (трапеции и сегменты с крутой и плоской ретушью, прямоугольники, пластинки с притуплённым краем, острия с микрорезцовым сколом), концевые и подокруглые скребки, угловые и боковые резцы на отщепах и пластинках, вкладыши кукрекского типа. Кремнёвая индустрия характеризуется развитой пластинчатой техникой раскалывания из одноплоскостных нуклеусов.
Находки посуды немногочисленные — это плоскодонные слабопрофилированые почти не орнаментированные жбаны.
Хозяйство было основано на охоте на степных животных, собирательстве. На позднем этапе, вероятно, возникло животноводство. Хозяйство имело сезонный цикл, предусматривавший использование степей равнинного Крыма зимой и луговых степей Главной гряды Крымских гор летом.